# Traude Dierdorf
Traude Dierdorf (* 17. November 1947 in Wiener Neustadt; † 1. Jänner 2021) war eine österreichische Kommunalpolitikerin. Sie war von 1997 bis 2005 Bürgermeisterin von Wiener Neustadt.

## Leben
Traude Dierdorf engagierte sich in der Gewerkschaftsjugend der SPÖ und wurde Personalvertreterin im Rathaus in Wiener Neustadt. 1980 wurde sie erstmals in den Gemeinderat gewählt, war Stadträtin und stieg 1993 zur Vizebürgermeisterin auf. 1997 wurde sie zur ersten Bürgermeisterin einer Statutarstadt gewählt. Sie blieb Stadtoberhaupt in Wiener Neustadt bis 2005, als sie aus gesundheitlichen Gründen von ihrem Amt zurücktrat.
Dierdorf starb am Neujahrstag 2021 nach langer, schwerer Krankheit im Alter von 73 Jahren. Sie wurde am Wiener Neustädter Friedhof in einem Ehrengrab beigesetzt.
Im Gedenken an Traude Dierdorf wurde von SPÖ-Vizebürgermeister Rainer Spenger der Traude-Dierdorf-Sozialpreis ins Leben gerufen.